# Claude Vignon
Claude Vignon (Tours, 19 maggio 1593 – Parigi, 10 maggio 1670) è stato un pittore, incisore e illustratore francese.

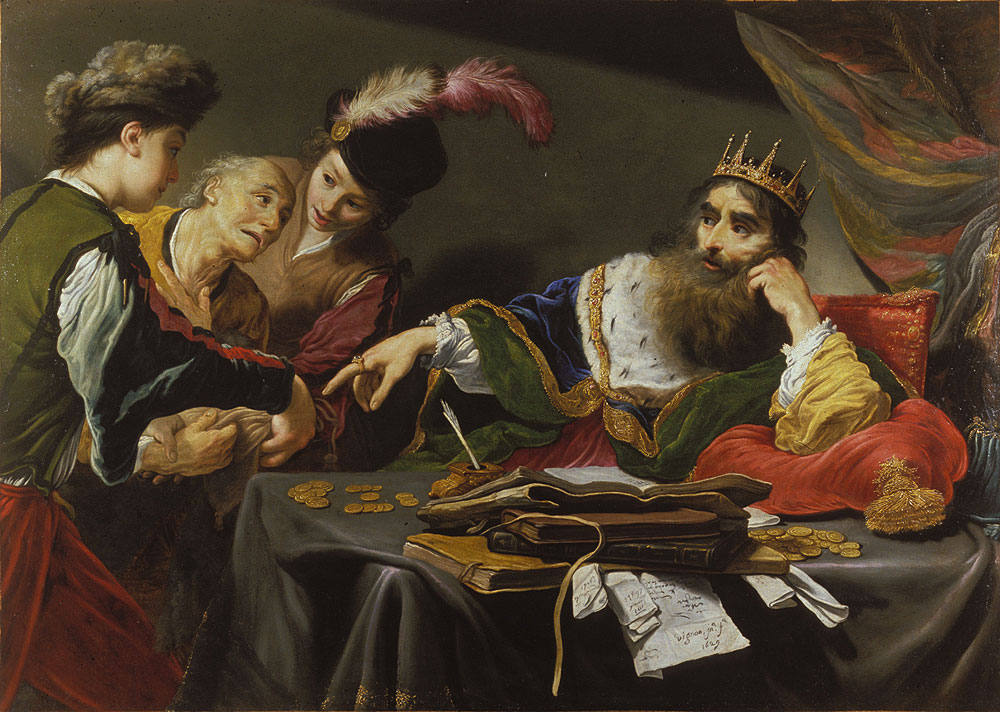
Creso reclamante il tributo a un cittadino di Lidia, 1629

Si formò a Roma dove viaggiò a partire dal 1610 frequentando altri pittori francesi come Simon Vouet e Valentin de Boulogne, oltre a seguaci del Caravaggio.